# اندیس خاک نسوز ۳۳۸ ۳
خاک نسوز ۳۳۸۳ یک اندیس غیرفلزی است که در حوالی شهر ده بید استان فارس قرار دارد و مادهٔ معدنی موجود در آن، خاک نسوز است.سنگ میزبان این اندیس اهک است  